# Влости (Піський повіт)
Влости (пол. Włosty, нім. Flosten) — село в Польщі, у гміні Біла Піська Піського повіту Вармінсько-Мазурського воєводства.
Населення — 90 осіб (2011).

## Демографія
Демографічна структура станом на 31 березня 2011 року:
|          | Загалом | Допрацездатний вік | Працездатний вік | Постпрацездатний вік |
| -------- | ------- | ------------------ | ---------------- | -------------------- |
| Чоловіки | 51      | 17                 | 32               | 2                    |
| Жінки    | 39      | 8                  | 25               | 6                    |
| Разом    | 90      | 25                 | 57               | 8                    |